# Meteorologiåret 1961

## Händelser

### Februari
- 14 februari – 181,8 millimeter nederbörd faller över Lurøy, Norge vilket innebär norskt dygnsnederbördsrekord för månaden [1].
- 18 februari – I såväl Västervik som Ölvingstorp i Sverige uppmäts temperaturen + 16,5 °C vilket då är Sveriges högst uppmätta temperatur för månaden [2].

### Mars
- 19 mars - Tornados sveper genom fyra distrikt i Östpakistan, och dödar över 250 personer, bland dem 32 personer som sökt skydd i en katolsk kyrka i Dhaka efter en söndagsmässa.  [3]

### Juni
- Juni
  - I Norge blir Meteorologisk institutt världens tredje meteorologiska institut att ta en datamaskin i drift [4].
  - 567,1 millimeter i Samnanger, Norge noteras norskt månadsnederbördsrekord för månaden [5].
- 3 juni – I Faya, Tchad uppmäts temperaturen + 47.4°C (117.3°F), vilket blir Tchads dittills högst uppmätta temperatur någonsin [6].
- 9 juni – I Faya, Tchad uppmäts temperaturen + 47.4°C (117.3°F), vilket tangerar Tchads dittills högst uppmätta temperatur någonsin [6].
- 23 juni – I Stanthorpe, Qeensland, Australien uppmäts temperaturen –10.6°C, vilket blir Queenslands lägst uppmätta temperatur någonsin [7].

### Juli
- 31 juli – 6.7 inch nederbörd faller över Albert Lee i Minnesota, USA på 24 timmar [8].

### November
- 1 november - En orkan ödelägger Belize City, Brittiska Honduras [9].

### December
- 9 december – En snöstorm härjar i centrala Minnesota, USA. [10].

## Födda
- 7 juli – Al Kaprielian, amerikansk meteorolog.

## Avlidna
- 15 januari – Gerhard Schott, tysk oceanograf och meteorolog.

### Fotnoter
1. ↑  MET
2. ↑  SMHI Arkiverad 9 september 2010 hämtat från the Wayback Machine.
3. ↑  "Tornado Kills 180 in Pakistan", Milwaukee Journal, March 22, 1961, p1; "Tornado Death Toll Said 266", Lakeland (FL) Ledger, March 23, 1961, p5
4. ↑  MET Arkiverad 15 december 2010 hämtat från the Wayback Machine.
5. ↑  MET
6. 1 2  Masters, Jeff (7 augusti 2010). ”National heat records set in 2010”. Weather Underground. Arkiverad från originalet den 20 augusti 2010. https://web.archive.org/web/20100820002618/http://www.wunderground.com/blog/JeffMasters/comment.html?entrynum=1569. Läst 4 februari 2011.
7. ↑  ”Australian Temperature Extremes”. Bureau of Meteorology. 1 april 2009. http://www.bom.gov.au/climate/extreme/records/national.pdf. Läst 4 februari 2011.
8. ↑  ”Arkiverade kopian”. Arkiverad från originalet den 21 juli 2010. https://web.archive.org/web/20100721153842/http://climate.umn.edu/pdf/day_in_weather_history/july_wx_history.pdf. Läst 16 februari 2011.
9. ↑  Faktakalendern 1997, Semic, 1996
10. ↑  ”Arkiverade kopian”. Arkiverad från originalet den 15 december 2010. https://web.archive.org/web/20101215013148/http://climate.umn.edu/pdf/day_in_weather_history/december_wx_history.pdf. Läst 16 februari 2011.